# 新港街道 (福州市)
新港街道是位于中国福建省福州市台江区东部的一个街道。新港街道东面为晋安河，西面在国货路西段与茶亭街道相连，南面在光明桥与瀛洲街道隔河相望，北面在五一中路与鼓楼区水部街道相邻。
福州IT卖场之一的大利嘉城位于新港街道辖区内。

## 名称由来
明朝成化五年 (1469年)，福建“市舶司”因泉州港逐渐淤塞移设福州。明弘治十一年(1498年)，督泊邓太监在水部门附近开凿人工河道“直渎新港”，直通大江。新港由此得名。

## 行政区划
新港街道下辖以下地区：
南公社区、新港社区、十三桥社区、雁塔社区和利嘉城社区。

## 文化艺术
新港街道的象园村是福州木雕发源地，始于明朝。

## 文物
新港街道境内有市级文物保护单位，分别为建于明代的柔远驿与建于清代的河口万寿桥。另外，建于宋朝的路通桥和建于清代的南公园为区级文物保护单位。